# Allée Barbara (Paris)
L'allée Barbara est une voie publique du 17e arrondissement de Paris, en France.
C'est l'allée centrale du square des Batignolles, espace vert situé dans le 17e arrondissement à Paris dans le quartier des Batignolles non loin du nouveau Parc Martin-Luther-King.

## Situation et accès
L'allée est accessible par la station Pont-Cardinet.
Elle est également desservie par deux lignes d'autobus et se trouvera face à la nouvelle station Pont-Cardinet de la ligne de métro 14. Cette ligne passe d'ailleurs sous l'allée, et le Conseil de Paris et le Conseil du 17e arrondissement souhaitaient que la nouvelle station se nomme "Pont-Cardinet - Barbara", puisque l'entrée principale du métro donnait sur l'allée Barbara.
Finalement, Île-de-France Mobilités a donné ce nom en juin 2018 à la future station de métro de la ligne 4 à cheval sur les communes de Bagneux et Montrouge, Barbara qui ouvrira ses portes en 2021.

## Origine du nom

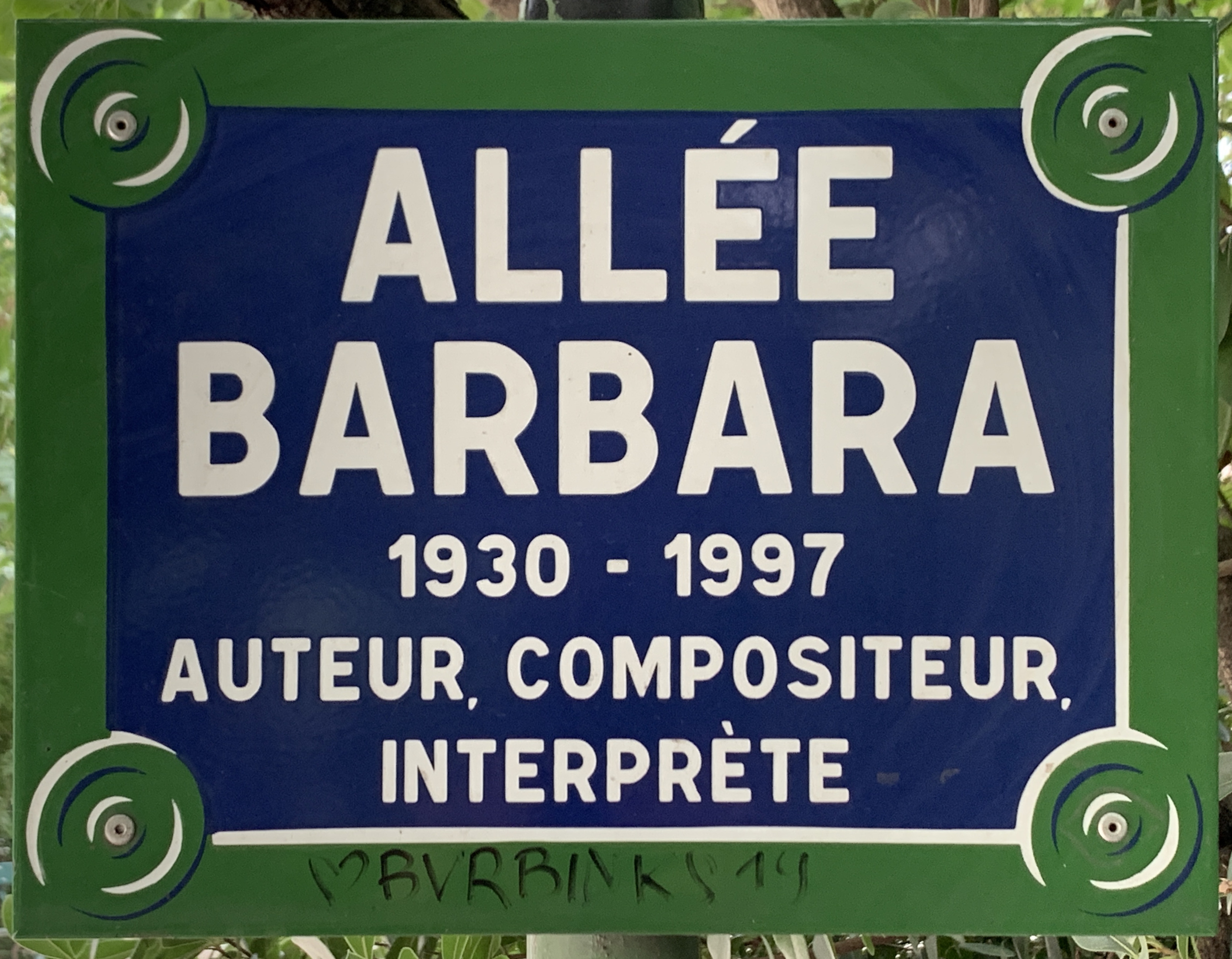
Plaque de l'allée.

Elle rend hommage à l'autrice, compositrice et interprète Barbara (1930-1997) qui habitait à proximité. Barbara évoque le square des Batignolles avec sa chanson Perlimpinpin. Depuis 2007, l'allée centrale du square porte son nom, allée Barbara.

## Historique
Le Conseil de Paris a voté la dénomination de cette voie en 2007.

## Bâtiments historiques et lieux de mémoire
- Parc Martin-Luther-King
- Square des Batignolles
- Plaque commémorative au 6, rue Brochant[5].
- Église Sainte-Marie-des-Batignolles